# Mario Kart
Mario Kart est une série de jeux vidéo de course et de combat motorisé produite par Nintendo, adaptée de la série de jeux de plates-formes Super Mario. Débutée en 1992 par Super Mario Kart sur Super Nintendo, la série continue plus de trente ans après avec Mario Kart World en 2025 sur Nintendo Switch 2. Elle compte ainsi un total de dix opus pour les principales consoles Nintendo, dont un sur appareils mobiles, et cinq titres « hors-série », dont quatre développés pour borne d'arcade et un pour Nintendo Switch avec voitures télécommandées.
L'objectif principal de Mario Kart est de parcourir le plus rapidement possible des circuits un certain nombre de fois dans l'optique de franchir la ligne d'arrivée en premier. Les adversaires sont contrôlés soit par l'ordinateur, soit par d'autres joueurs. Pour s'aider, le joueur a la possibilité d'utiliser de nombreux objets. Ceux-ci s'obtiennent en brisant avec son véhicule des cubes dotés d'un « ? » nommés Boîtes à Objets. Les objets peuvent être offensifs, défensifs ou encore stratégiques, permettant au joueur de bénéficier d'une accélération supplémentaire ou encore d'enjamber un obstacle pour gagner du temps au tour.
De plus, de nombreux modes de jeu supplémentaires ont été créés tout au long de la série, tels que la course en multijoueur et le mode Bataille dans lequel l'objectif est de crever les ballons accrochés au véhicule du joueur adverse, en l'atteignant à l'aide d'objets offensifs. Ce mode de jeu oppose les personnages dans des arènes qui ont la particularité de ne pas avoir de direction fixe, contrairement aux circuits. À l'intérieur, les joueurs y circulent donc librement.
Cette série a reçu des critiques globalement très positives de la part de la presse spécialisée. Les sites de compilateurs de notes Metacritic et GameRankings accordent pour chaque épisode des moyennes situées entre 80 et 95 %. L'épisode ayant connu le plus grand succès commercial est Mario Kart 8/Deluxe avec plus de 60 millions de jeux vendus, version originale Wii U et portage Switch inclus. Il est suivi de Mario Kart Wii avec 37,38 millions de copies vendues à travers le monde, et Mario Kart DS avec 23,6 millions de jeux vendus.

## Historique
Depuis 1992, Nintendo a publié un épisode sur chacune de ses principales consoles de jeux : la Super Nintendo, la Nintendo 64, la Game Boy Advance, la GameCube, la Nintendo DS, la Wii, la Nintendo 3DS, la Wii U, la Nintendo Switch et la Nintendo Switch 2. Parmi les modifications effectuées entre chaque opus, la plus remarquée est surtout l'amélioration substantielle des graphismes, qui s'améliorent et s'adaptent en fonction des capacités techniques de la console.
| 1992 | Super Mario Kart              |
| 1993 |                               |
| 1994 |                               |
| 1995 |                               |
| 1996 | Mario Kart 64                 |
| 1997 |                               |
| 1998 |                               |
| 1999 |                               |
| 2000 |                               |
| 2001 | Mario Kart: Super Circuit     |
| 2002 |                               |
| 2003 | Mario Kart: Double Dash!!     |
| 2004 |                               |
| 2005 | Mario Kart Arcade GP          |
| 2005 | Mario Kart DS                 |
| 2006 |                               |
| 2007 | Mario Kart Arcade GP 2        |
| 2008 | Mario Kart Wii                |
| 2009 |                               |
| 2010 |                               |
| 2011 | Mario Kart 7                  |
| 2012 |                               |
| 2013 | Mario Kart Arcade GP DX       |
| 2014 | Mario Kart 8                  |
| 2015 |                               |
| 2016 |                               |
| 2017 | Mario Kart 8 Deluxe           |
| 2017 | Mario Kart Arcade GP VR       |
| 2018 |                               |
| 2019 | Mario Kart Tour               |
| 2020 | Mario Kart Live: Home Circuit |
| 2021 |                               |
| 2022 |                               |
| 2023 |                               |
| 2024 |                               |
| 2025 | Mario Kart World              |

### Épisodes principaux

#### Super Mario Kart
Initialement publié le 27 août 1992 sur Super Nintendo, Super Mario Kart est le tout premier opus de la série Mario Kart.
Huit personnages issus de la série Super Mario, sont jouables, à savoir Mario, Luigi, Peach, Yoshi, Toad, Bowser, Koopa et Donkey Kong Jr.. Pendant une course, l'écran est divisé horizontalement en deux parties : celle du haut montre le personnage et celle du bas affiche, au choix, soit la carte du circuit, soit un rétroviseur, soit le personnage du second joueur en cas de jeu multijoueur. Sur chaque circuit, des pièces peuvent être récupérées : elles permettent au joueur de rouler plus vite. Lorsqu'un joueur est touché par un objet, il perd des pièces. Si un joueur est touché alors qu'il est à court de pièces, il part en tête-à-queue. Les objets peuvent être récupérés en roulant sur des tuiles, disséminées un peu partout sur le circuit. Enfin, le jeu comprend un total de vingt circuits, répartis en huit univers (décors) et quatre coupes de cinq circuits chacune, ainsi que quatre arènes pour le mode Bataille.
Nintendo a, par la suite, publié Super Mario Kart sur la console virtuelle de la Wii le 2 avril 2010, ainsi que sur celle de la Wii U le 28 mars 2014 et celle de la New Nintendo 3DS le 17 mars 2017. Il est également publié sur le catalogue de la Super NES Mini le 29 septembre 2017 ainsi que sur le Nintendo Switch Online le 9 septembre 2019.

#### Mario Kart 64
Sorti pour la première fois le 14 décembre 1996 sur Nintendo 64, Mario Kart 64 est le deuxième épisode de la série Mario Kart.
Reprenant les éléments principaux du premier opus, ce jeu introduit dans la série des graphismes en trois dimensions. En revanche, les pièces présentes dans le précédent épisode ont été retirées et différents objets ont été ajoutés. Le joueur a le choix parmi huit personnages, dont six ont été repris du jeu original. Ainsi, les très populaires Wario et Donkey Kong ont remplacé les moins populaires Koopa et Donkey Kong Jr. du premier opus. Le jeu propose seize circuits (au lieu de vingt dans le premier opus), chacun situés dans des décors spécifiques. Seuls quatre de ces circuits se partagent la même musique en course. Le mode bataille est toujours présent, avec quatre arènes spécialement dédiées. Enfin, le jeu marque l'apparition du mode Miroir, dans lequel les circuits sont inversés, présent sous le nom Extra.
Mario Kart 64 a par la suite été édité sur la console virtuelle de la Wii le 26 janvier 2007 et sur celle de la Wii U le 21 janvier 2016. Il a également été édité sur le Nintendo Switch Online en 2021.

#### Mario Kart: Super Circuit
Publié le 21 juillet 2001 sur Game Boy Advance, il est le troisième opus de la série Mario Kart et le premier à avoir été édité sur console portable.
Cet épisode a été adapté aux performances de cette console portable et a ainsi été réalisé en mode 7, à l'instar du premier opus dont il peut être perçu comme une amélioration directe. Il regroupe les éléments des deux épisodes précédents et reprend aussi tous les circuits de Super Mario Kart. Au total, quarante circuits sont présents dans cette version, répartis en dix coupes : cinq composées des nouveaux circuits du jeu, et cinq composées des reprises des 20 circuits du premier opus. Les circuits sont (à l'exception des circuits Château de Bowser) tous exclusifs en termes de décors, et sont pour certains d'une largeur multiple à la largeur des circuits de Super Mario Kart. Sur l'un des circuits — Pays Crépuscule — le ciel change de couleur et s'assombrit à chaque tour de piste. Quatre arènes sont également jouables en batailles multijoueur. Enfin, le joueur a le choix parmi huit personnages : les mêmes que dans Mario Kart 64.
Par la suite, ce jeu a été réédité sur la console virtuelle de la Nintendo 3DS le 16 décembre 2011 et sur celle de la Wii U le 23 avril 2015. Il a également été réédité le 9 février 2023 sur le Nintendo Switch Online.

#### Mario Kart: Double Dash!!
Paru le 7 novembre 2003 sur GameCube et quatrième opus de la série Mario Kart, Double Dash!! a pour principale innovation l'accueil de deux personnages sur un même kart : un personnage pilote le véhicule, et l'autre, à l'arrière, lance les objets. Bien coordonnés, les joueurs peuvent utiliser des techniques spéciales pour démarrer plus rapidement et déraper plus facilement dans les virages. Cela a alors donné lieu à un nouveau mode multijoueur. Enfin, c'est le premier épisode de la série à être jouable sur un réseau local. Ainsi, jusqu'à seize utilisateurs peuvent jouer ensemble.
Le jeu comprend au total vingt personnages, dont quatre sont à débloquer. En plus de reprendre les personnages déjà existants, il en introduit une multitude de nouveaux, à savoir Daisy, Birdo, Waluigi, Bébé Mario, Bébé Luigi, Diddy Kong, Bowser Jr., Paratroopa, le Roi Boo et Flora Piranha. De même, il marque l'apparition de Toadette pour la toute première fois dans la série Super Mario. Le jeu ré-inclut un élément du premier opus réservé aux adversaires contrôlés par l'ordinateur : un objet spécial par personnage, obtenu aléatoirement, à la manière des objets classiques. Le joueur a le choix parmi seize circuits répartis en quatre coupes, ainsi que le Grand Chelem, dans laquelle il revisite l'ensemble des circuits du jeu dans un ordre aléatoire, exceptions notables pour le Circuit Luigi et la Route Arc-en-ciel qui sont respectivement la première et la dernière course. Enfin, le mode bataille dispose de six arènes (au lieu de quatre dans les opus précédents), et est rendu plus consistant encore grâce à l'ajout des modes Bataille Bob-Omb et Voleur de Soleil.

#### Mario Kart DS
Mario Kart DS est sorti sur Nintendo DS le 14 novembre 2005. C'est le cinquième opus de la série Mario Kart.
Une innovation majeure de ce jeu est la présence de circuits tirés des épisodes précédents et réadaptés, appelés « circuits rétros ». Ainsi, un total de trente-deux circuits, répartis en huit coupes, est dénombré, dont seize sont inédits et seize autres ont été revisités. De même, six arènes sont disponibles en mode Bataille, dont deux d'entre elles proviennent d'anciens épisodes. De plus, le joueur peut sélectionner l'un des douze personnages présents, dont quatre sont à débloquer. Skelerex fait ainsi sa première apparition dans la série, tout comme R.O.B. pour la série Super Mario. Enfin, Cet opus, grâce aux deux écrans de la console, reprend l'affichage de Super Mario Kart, composé de la vision du joueur sur l'écran du haut, et de la carte du circuit en temps réel sur l'écran du bas. Le joueur peut ainsi y voir son emplacement, mais aussi l'ordre actuel de la course et l'emplacement des objets. Il a également la possibilité de personnaliser le logo situé à l'avant de son véhicule.
Un mode mission est également présent, dans lequel le joueur doit accomplir des objectifs précis dans des temps limités : traverser des anneaux, toucher des cibles avec des carapaces, etc.
Par ailleurs, un mode multijoueur est présent. Le joueur peut alors choisir de concourir localement avec ses amis ou en ligne avec trois autres joueurs via la Nintendo Wi-Fi Connection. Maskass, qui fait sa première apparition dans la série, est jouable exclusivement pour ceux qui ne possèdent pas la cartouche du jeu.
Mario Kart DS est le troisième jeu le plus vendu de la série Mario Kart, à savoir 23 600 000 d'exemplaires à travers le monde. Fort de ce succès, il a été réédité sur console virtuelle de la Wii U le 1er avril 2015.

#### Mario Kart Wii
Disponible le 10 avril 2008 sur Wii, Mario Kart Wii est le sixième épisode de la série Mario Kart. Il est vendu avec un accessoire, le Wii Wheel, un volant dans lequel s'emboîte la télécommande Wii.
Les personnages, de nouveau seuls par kart, sont au nombre de vingt-cinq : douze sont disponibles dès le début et treize sont à débloquer, dont Harmonie, Bébé Peach, Bowser Skelet, Funky Kong et le Mii qui font tous leur première apparition dans la série. Il introduit également Bébé Daisy pour la première fois dans la série Super Mario. Le joueur a le choix entre trente-deux circuits, répartis en huit coupes. Cet épisode reprend le principe des circuits dits « rétros », introduit dans Mario Kart DS. Ainsi, seize circuits sont inédits et seize ont été revisités. De même, dix arènes sont disponibles, dont cinq sont inédites et cinq autres revisitées.
Une des grandes nouveautés de Mario Kart Wii est la possibilité pour les personnages de jouer avec des motos dont la conduite est différente de celle des karts. De plus, les courses sur circuit opposent désormais douze concurrents, au lieu des huit traditionnels. Enfin, le joueur a la possibilité d'effectuer dans les airs un « saut synchro », lui conférant alors une brève accélération à atterrissage.
Concernant le mode multijoueur, le joueur a la possibilité de participer à des courses et à des batailles en ligne pouvant accueillir jusqu'à douze participants. De plus, une nouvelle option, la Chaîne Mario Kart, lui permet de participer à des concours et de consulter les records de temps des autres joueurs établis en contre-la-montre.
Cet épisode fut à une époque le plus vendu de toute la série Mario Kart, avec un total de 35 620 000 d'exemplaires vendus. Il a été salué notamment pour la facilité de prise en main pour les joueurs débutants, qui peuvent ainsi jouer en mode « automatique » dans lequel les virages sont automatisés.

#### Mario Kart 7
Tout d'abord annoncé lors de l'E3 2010, le jeu a été publié le 1er décembre 2011 sur Nintendo 3DS. Il est le septième volet de la série Mario Kart.
Un des ajouts majeurs de cet épisode est la conduite aérienne et sous-marine. En effet, certains circuits disposent de sections nécessitant pour le joueur d'adapter sa conduite, aussi bien sur terre que dans les airs et sous l'eau. Le joueur a également l'opportunité de personnaliser son véhicule comme il veut, en sélectionnant les éléments parmi les nombreux châssis, roues et ailes mis à sa disposition. Enfin, une option permet au joueur de changer sa vue pendant la course pour le mode « cockpit ».
Un total de dix-sept personnages est jouable, dont neuf sont à débloquer. Parmi eux, Métal Mario, Lakitu, la Reine des abeilles et Wiggler sont jouables pour la première fois dans la série. Également, Maskass, initialement et exclusivement jouable en mode multijoueur local dans Mario Kart DS, fait son retour en tant que personnage à débloquer. De plus, trente-deux circuits, répartis en huit coupes, sont disponibles, soit seize inédits et seize revisités. Le mode Bataille dispose de six arènes, dont trois sont inédites et trois autres réadaptées. Enfin, la collecte des pièces, à la manière de Super Mario Kart est de retour, ainsi que la possibilité d'effectuer des « sauts synchros » comme dans Mario Kart Wii.
L'utilisation de SpotPass et de StreetPass est également présente. Ainsi, dans la Chaîne Mario Kart, le joueur peut échanger des records avec le monde entier.

#### Mario Kart 8
Annoncé en janvier 2013 lors d'un Nintendo Direct et publié le 29 mai 2014 sur Wii U, Mario Kart 8 est le huitième opus de la série Mario Kart.
Son innovation majeure est la fonction d'antigravité, tout nouveau mécanisme de jeu permettant au joueur de rouler sur les murs et au plafond. Il marque aussi l'arrivée des quads dans la série. Il reprend également de nombreuses fonctionnalités des précédents volets, telles que les courses sous-marines, dans les airs et la personnalisation des véhicules de Mario Kart 7, la présence des motos et les courses à douze joueurs de Mario Kart Wii et les pièces à collecter du tout premier opus, Super Mario Kart.
Le joueur a le choix parmi trente personnages : seize sont disponibles dès le début et quatorze à débloquer. Il introduit ainsi pour la première fois Bébé Harmonie et Peach d'or rose dans la série Super Mario, ainsi que les Koopalings dans la série Mario Kart, chacun doté de son propre véhicule. Le jeu comprend un total de trente-deux circuits répartis en huit coupes : seize sont inédits (coupes Nitro) et seize sont des reprises revisitées des circuits des précédents opus (coupes Retro). Par ailleurs, les joutes du mode bataille ne prennent plus place dans des arènes dédiées mais sur certains circuits du jeu. Enfin, une nouveauté est l'intégration du mode 200 cm3, disponible à la suite d'une mise à jour.
Le mode en ligne est également présent. Le joueur peut ainsi disputer une course ou une bataille à douze joueurs et partager les vidéos des courses auxquelles il a participé, via la chaîne Mario Kart TV.
Pour la première fois de la série, cet épisode propose du contenu additionnel, dont la majeure partie est payante. Le joueur peut donc bénéficier de nouveaux éléments de personnalisation de véhicules, de nouveaux personnages et de nouveaux circuits. Ce contenu est principalement basé sur des crossover avec les séries The Legend of Zelda, F-Zero et Animal Crossing, ainsi que sur un partenariat avec la marque automobile Mercedes-Benz. De plus, le jeu est compatible avec les figurines amiibo qui permettent de débloquer différents costumes à l'effigie des personnages représentés en figurine pour le Mii.

#### Mario Kart 8 Deluxe
Annoncé le 13 janvier 2017 et sorti le 28 avril 2017, le jeu est une reprise et la version définitive de Mario Kart 8 sur Nintendo Switch.
L'intégralité des circuits et des personnages de Mario Kart 8, contenu additionnel inclus, y ont été repris. De plus, de nouveaux éléments ont été introduits. Ainsi, le mode Bataille a été complètement réédité : de nouveaux modes de jeu et huit arènes dédiées, dont cinq inédites et trois revisitées, ont été ajoutés au jeu original. Mario Kart 8 Deluxe propose également quelques personnages supplémentaires, à savoir le Roi Boo, Bowser Jr. et Skelerex, portant ainsi le nombre total de personnages jouables à quarante-deux.
La prise en main a été revue pour aider les joueurs ayant des difficultés à jouer. Pour cela, l'éditeur a mis en place un mode de conduite assistée dans lequel le kart ne peut pas sortir du tracé principal du circuit.
Il y a également un crossover avec la série Splatoon. Ainsi, le joueur peut jouer avec les Inklings et combattre dans l'arène Passage Turbot, inspirée de la série.
Le 9 février 2022, Nintendo a annoncé pendant le Nintendo Direct du contenu additionnel avec quarante-huit circuits tirés de toute la série, accompagnés de personnages supplémentaires. Sa sortie s'est réalisée en six vagues qui se sont échelonnées jusqu'à fin 2023.

#### Mario Kart Tour
Annoncé le 31 janvier 2018, Mario Kart Tour est le premier épisode de la série à s'exporter sur d'autres supports que les consoles Nintendo. Disponible depuis le 25 septembre 2019 sur Android et iOS,, il est le cinquième jeu mobile conçu par Nintendo. Son modèle économique est le free-to-play.
Mario Kart Tour est conçu pour être joué d'une main, en tenant le téléphone portable à la verticale ou à l'horizontale. Le kart avance tout seul et c'est au joueur de lui donner la direction à prendre, en pouvant effectuer des dérapages. À l'instar des autres épisodes de la série Mario Kart, différentes boîtes à objets sont disséminées sur les circuits. Ainsi, lorsqu'il en ramasse une, le joueur peut utiliser l'objet obtenu à l'aide d'une simple pression sur l'écran.
Cet épisode se distingue par une particularité : la plupart de ses circuits inédits est inspirée de grandes villes du monde réel :  New York,  Tokyo,  Paris,  Londres,  Vancouver,  Los Angeles,  Berlin,  Sydney,  Singapour,  Amsterdam,  Bangkok,  Athènes,  Rome et  Madrid.
Le contenu proposé par le jeu change à chaque nouvelle saison. Une saison est une forme de mise à jour tournant autour d'un thème précis. Ces mises à jour sont effectuées régulièrement le mercredi sur un rythme de deux semaines.
Le 11 septembre 2023, l'éditeur a annoncé que la saison du 20 septembre 2023 était la dernière saison à introduire du nouveau contenu.

#### Mario Kart World
Présenté en même temps que la révélation de la console Nintendo Switch 2 le 16 janvier 2025et sorti au lancement de la console le 5 juin 2025, Mario Kart World est le neuvième opus de la série Mario Kart. Pour la première fois dans la série, le joueur a la possibilité d'explorer un immense monde ouvert dans lequel les circuits sont reliés.
Le titre reprend plusieurs mécaniques introduites au fil des épisodes, comme la possibilité de collecter des pièces sur le circuit et les courses aériennes de Mario Kart 7. Il marque également l'apparition de nombreuses nouveautés, comme la course à vingt-quatre joueurs, la conduite sur l'eau et la possibilité de glisser le long de rails.

### Épisodes dérivés

#### Mario Kart Arcade GP
Sorti fin 2005, Mario Kart Arcade GP est la version borne d’arcade de la série Mario Kart. La machine est issue d’une collaboration entre Nintendo, Sega et Namco.
Il est possible de jouer jusqu’à quatre joueurs en même temps. Le jeu propose six championnats de quatre courses chacun, ainsi que onze personnages possédant des caractéristiques et objets uniques. Parmi eux, se trouvent Pac-Man, Ms. Pac-Man et Blinky, ennemi de Pac-Man dans le jeu éponyme. Au niveau technique, la borne d’arcade propose de sauvegarder la partie sur une carte magnétique pour pouvoir reprendre le jeu plus tard.
Jugé trop différent des jeux de la série, il a reçu des critiques plutôt négatives à sa sortie.

#### Mario Kart Arcade GP 2
Sorti en 2007 sur borne d'arcade, cet opus reprend tout l'ensemble du contenu de l'opus précédent. Néanmoins, de nouveaux personnages comme Waluigi et Mametchi, un Tamagotchi, font leur apparition, ainsi que de nouveaux objets, comme le J.E.T. de Super Mario Sunshine et de nouvelles coupes.
Il a reçu des critiques positives, comparé à son prédécesseur.

#### Mario Kart Arcade GP DX
En février 2013, Namco Bandai a annoncé le développement d'un nouveau volet sur borne d'arcade nommé Mario Kart Arcade GP DX. Le jeu est présenté à Japan Amusement Expo 2013 le 15 et 16 février 2013,. Cette nouvelle borne d'arcade est l'occasion pour Nintendo et Namco de faire cohabiter les personnages de leurs univers respectifs : chez Namco, les joueurs retrouvent ainsi Pac-Man ou Don-chan de Taiko Drum Master, tandis que chez Nintendo, c'est l'arrivée d'Harmonie en contenu additionnel, en même temps que de nouveaux costumes tels que Luigi de glace ou Mario de feu.
De plus, les circuits reprennent les phases aériennes et sous-marines introduites pour la première fois dans Mario Kart 7. Le jeu propose également une fonction inédite : la fusion. Ainsi, lorsque deux karts fusionnent, ils en forment un seul plus imposant et qui leur permet de tirer des objets sur leurs adversaires.

#### Mario Kart Arcade GP VR
Le 14 juillet 2017, un espace de réalité virtuelle créé par Bandai Namco offrait aux visiteurs la possibilité de jouer à la toute première version en réalité virtuelle de Mario Kart. La VR Zone Arcade, située à Shinjuku est à ce jour le seul endroit au monde pour y jouer. L’immersion virtuelle se fait grâce au casque HTC vive et à deux prolongations fixées sur le dessus des avant-bras. Ces « manettes » servent à attraper et à lancer les objets ramassés pendant la course. Le joueur doit donc réaliser un mouvement de capture pour attraper un objet et le lancer s’il veut espérer toucher sa cible. Le kart dans lequel prend place le pilote est construit autour d’un cockpit de type “Project i Can“.

#### Mario Kart Live: Home Circuit
Sorti en 2020 sur Nintendo Switch, Home Circuit propose de construire des pistes de course à partir d'objets dans le monde réel. Les voitures radiocommandées sont équipées d'une caméra et se déplacent en fonction des commandes du joueur depuis sa console. La création de niveau dans Home Circuit est effectuée en plaçant 4 portiques, qui sont placées pour créer des points de contrôle, qui, une fois franchie, font passer le joueur sur le lap suivant, chaque course comportant 4 laps. Le jeu est également livré avec des flèches, qui peuvent être utilisées pour diriger le joueur vers l'endroit où il doit conduire. Enfin, un total de vingt-quatre « circuits » est proposé, qui interviennent sous la forme d'environnements que le joueur perçoit depuis sa console. Ils sont divisés en huit coupes de trois circuits chacun.

## Univers

### Personnages
La série Mario Kart compte de nombreux personnages jouables, introduits au fil des différents épisodes. Parmi eux, six sont jouables dans tous les épisodes de la série principale, à savoir Mario, Luigi, Peach, Toad, Yoshi et Bowser. Certains épisodes intègrent même des personnages issus d'autres licences Nintendo, comme The Legend of Zelda, Animal Crossing et Splatoon.
| Personnage         | SMK | MK64 | MKSC | MKDD | MKDS    | MKWii | MK7 | MK8     | MK8DX   | MKT | MKW |
| ------------------ | --- | ---- | ---- | ---- | ------- | ----- | --- | ------- | ------- | --- | --- |
| Mario              | Oui | Oui  | Oui  | Oui  | Oui     | Oui   | Oui | Oui     | Oui     | Oui | Oui |
| Luigi              | Oui | Oui  | Oui  | Oui  | Oui     | Oui   | Oui | Oui     | Oui     | Oui | Oui |
| Peach              | Oui | Oui  | Oui  | Oui  | Oui     | Oui   | Oui | Oui     | Oui     | Oui | Oui |
| Yoshi              | Oui | Oui  | Oui  | Oui  | Oui     | Oui   | Oui | Oui     | Oui     | Oui | Oui |
| Bowser             | Oui | Oui  | Oui  | Oui  | Oui     | Oui   | Oui | Oui     | Oui     | Oui | Oui |
| Toad               | Oui | Oui  | Oui  | Oui  | Oui     | Oui   | Oui | Oui     | Oui     | Oui | Oui |
| Koopa              | Oui | Non  | Non  | Oui  | Non     | Oui   | Oui | Oui     | Oui     | Oui | Oui |
| Donkey Kong Jr.    | Oui | Non  | Non  | Non  | Non     | Non   | Non | Non     | Non     | Oui | Non |
| Wario              | Non | Oui  | Oui  | Oui  | Oui     | Oui   | Oui | Oui     | Oui     | Oui | Oui |
| Donkey Kong        | Non | Oui  | Oui  | Oui  | Oui     | Oui   | Oui | Oui     | Oui     | Oui | Oui |
| Daisy              | Non | Non  | Non  | Oui  | Oui     | Oui   | Oui | Oui     | Oui     | Oui | Oui |
| Waluigi            | Non | Non  | Non  | Oui  | Oui     | Oui   | Non | Oui     | Oui     | Oui | Oui |
| Bébé Mario         | Non | Non  | Non  | Oui  | Non     | Oui   | Non | Oui     | Oui     | Oui | Oui |
| Bébé Luigi         | Non | Non  | Non  | Oui  | Non     | Oui   | Non | Oui     | Oui     | Oui | Oui |
| Toadette           | Non | Non  | Non  | Oui  | Non     | Oui   | Non | Oui     | Oui     | Oui | Oui |
| Bowser Jr.         | Non | Non  | Non  | Oui  | Non     | Oui   | Non | Non     | Oui     | Oui | Oui |
| Roi Boo            | Non | Non  | Non  | Oui  | Non     | Oui   | Non | Non     | Oui     | Oui | Oui |
| Birdo              | Non | Non  | Non  | Oui  | Non     | Oui   | Non | Non     | [ N 1 ] | Oui | Oui |
| Diddy Kong         | Non | Non  | Non  | Oui  | Non     | Oui   | Non | Non     | [ N 1 ] | Oui | Non |
| Flora Piranha      | Non | Non  | Non  | Oui  | Non     | Non   | Non | Non     | [ N 1 ] | Oui | Non |
| Paratroopa         | Non | Non  | Non  | Oui  | Non     | Non   | Non | Non     | Non     | Non | Non |
| Skelerex           | Non | Non  | Non  | Non  | Oui     | Oui   | Non | Non     | Oui     | Oui | Oui |
| R.O.B.             | Non | Non  | Non  | Non  | Oui     | Non   | Non | Non     | Non     | Non | Non |
| Maskass            | Non | Non  | Non  | Non  | [ N 2 ] | Non   | Oui | Oui     | Oui     | Oui | Oui |
| Harmonie           | Non | Non  | Non  | Non  | Non     | Oui   | Oui | Oui     | Oui     | Oui | Oui |
| Mii                | Non | Non  | Non  | Non  | Non     | Oui   | Oui | Oui     | Oui     | Oui | Non |
| Bébé Peach         | Non | Non  | Non  | Non  | Non     | Oui   | Non | Oui     | Oui     | Oui | Oui |
| Bébé Daisy         | Non | Non  | Non  | Non  | Non     | Oui   | Non | Oui     | Oui     | Oui | Oui |
| Bowser Skelet      | Non | Non  | Non  | Non  | Non     | Oui   | Non | [ N 1 ] | Oui     | Oui | Non |
| Funky Kong         | Non | Non  | Non  | Non  | Non     | Oui   | Non | Non     | [ N 1 ] | Oui | Non |
| Lakitu             | Non | Non  | Non  | Non  | Non     | Non   | Oui | Oui     | Oui     | Oui | Oui |
| Mario de métal     | Non | Non  | Non  | Non  | Non     | Non   | Oui | Oui     | Oui     | Oui | Non |
| Wiggler            | Non | Non  | Non  | Non  | Non     | Non   | Oui | Non     | [ N 1 ] | Oui | Oui |
| Reine des abeilles | Non | Non  | Non  | Non  | Non     | Non   | Oui | Non     | Non     | Non | Non |
| Bébé Harmonie      | Non | Non  | Non  | Non  | Non     | Non   | Non | Oui     | Oui     | Oui | Oui |
| Peach d'or rose    | Non | Non  | Non  | Non  | Non     | Non   | Non | Oui     | Oui     | Oui | Non |
| Koopalings         | Non | Non  | Non  | Non  | Non     | Non   | Non | Oui     | Oui     | Oui | Non |
| Mario tanuki       | Non | Non  | Non  | Non  | Non     | Non   | Non | [ N 1 ] | Oui     | Oui | Non |
| Peach chat         | Non | Non  | Non  | Non  | Non     | Non   | Non | [ N 1 ] | Oui     | Oui | Non |
| Link               | Non | Non  | Non  | Non  | Non     | Non   | Non | [ N 1 ] | Oui     | Non | Non |
| Villageois(e)      | Non | Non  | Non  | Non  | Non     | Non   | Non | [ N 1 ] | Oui     | Non | Non |
| Marie              | Non | Non  | Non  | Non  | Non     | Non   | Non | [ N 1 ] | Oui     | Non | Non |
| Inkling            | Non | Non  | Non  | Non  | Non     | Non   | Non | Non     | Oui     | Non | Non |
| Pauline            | Non | Non  | Non  | Non  | Non     | Non   | Non | Non     | [ N 1 ] | Oui | Oui |
| Peachette          | Non | Non  | Non  | Non  | Non     | Non   | Non | Non     | [ N 1 ] | Oui | Non |
| Kamek              | Non | Non  | Non  | Non  | Non     | Non   | Non | Non     | [ N 1 ] | Oui | Non |
| Frère Marto        | Non | Non  | Non  | Non  | Non     | Non   | Non | Non     | Non     | Oui | Oui |
| Topi Taupe         | Non | Non  | Non  | Non  | Non     | Non   | Non | Non     | Non     | Oui | Oui |
| Carottin           | Non | Non  | Non  | Non  | Non     | Non   | Non | Non     | Non     | Oui | Oui |
| Bill Dozer         | Non | Non  | Non  | Non  | Non     | Non   | Non | Non     | Non     | Oui | Oui |
| Dixie Kong         | Non | Non  | Non  | Non  | Non     | Non   | Non | Non     | Non     | Oui | Non |
| Capitaine Toad     | Non | Non  | Non  | Non  | Non     | Non   | Non | Non     | Non     | Oui | Non |
| Roi Bob-omb        | Non | Non  | Non  | Non  | Non     | Non   | Non | Non     | Non     | Oui | Non |
| Poochy             | Non | Non  | Non  | Non  | Non     | Non   | Non | Non     | Non     | Oui | Non |
| Goomba             | Non | Non  | Non  | Non  | Non     | Non   | Non | Non     | Non     | Non | Oui |
| Plante Piranha     | Non | Non  | Non  | Non  | Non     | Non   | Non | Non     | Non     | Non | Oui |
| Spike              | Non | Non  | Non  | Non  | Non     | Non   | Non | Non     | Non     | Non | Oui |
| Pokey              | Non | Non  | Non  | Non  | Non     | Non   | Non | Non     | Non     | Non | Oui |
| Pingouin           | Non | Non  | Non  | Non  | Non     | Non   | Non | Non     | Non     | Non | Oui |
| Catacouac          | Non | Non  | Non  | Non  | Non     | Non   | Non | Non     | Non     | Non | Oui |
| Cheep Cheep        | Non | Non  | Non  | Non  | Non     | Non   | Non | Non     | Non     | Non | Oui |
| Ossec              | Non | Non  | Non  | Non  | Non     | Non   | Non | Non     | Non     | Non | Oui |
| Torti Taupe        | Non | Non  | Non  | Non  | Non     | Non   | Non | Non     | Non     | Non | Oui |
| Pianta             | Non | Non  | Non  | Non  | Non     | Non   | Non | Non     | Non     | Non | Oui |
| Vache              | Non | Non  | Non  | Non  | Non     | Non   | Non | Non     | Non     | Non | Oui |
| Dauphin            | Non | Non  | Non  | Non  | Non     | Non   | Non | Non     | Non     | Non | Oui |
| Butitine           | Non | Non  | Non  | Non  | Non     | Non   | Non | Non     | Non     | Non | Oui |
| Zarbipas           | Non | Non  | Non  | Non  | Non     | Non   | Non | Non     | Non     | Non | Oui |
| Paltrak            | Non | Non  | Non  | Non  | Non     | Non   | Non | Non     | Non     | Non | Oui |
| Swooper            | Non | Non  | Non  | Non  | Non     | Non   | Non | Non     | Non     | Non | Oui |
| Paracoccinelly     | Non | Non  | Non  | Non  | Non     | Non   | Non | Non     | Non     | Non | Oui |
| Pico Condor        | Non | Non  | Non  | Non  | Non     | Non   | Non | Non     | Non     | Non | Oui |
| Crapognon          | Non | Non  | Non  | Non  | Non     | Non   | Non | Non     | Non     | Non | Oui |
| Bonhomme de neige  | Non | Non  | Non  | Non  | Non     | Non   | Non | Non     | Non     | Non | Oui |
| Total              | 8   | 8    | 8    | 20   | 12      | 25    | 17  | 36      | 48      | 53  | 50  |

Par ailleurs, la série dérivée comprend également de nombreux personnages, dont certains, qui ne sont présents dans la série principale, sont issus de franchises indépendantes de la série Super Mario : Pac-Man, Ms. Pac-Man et Blinky de la série Pac-Man, Mametchi de Tamagotchi et Don-Chan de Taiko no Tatsujin.

### Circuits et arènes
Les circuits de la série Mario Kart augmentent au fur et à mesure des différents épisodes et sont inspirés pour la plupart de la licence Super Mario et de ses personnages.
Les circuits sont généralement organisés en coupes. De manière générale, quatre coupes proposent des circuits inédits à l'épisode (cinq pour Mario Kart: Super Circuit) et, depuis Mario Kart DS, quatre autres coupes sont composées de circuits revisités provenant des épisodes précédents, appelés « circuits rétros ». Cependant, le contenu additionnel de Mario Kart 8, ainsi que Mario Kart 8 Deluxe et Mario Kart World, proposent des coupes mélangeant circuits inédits et revisités.
Les arènes sont les lieux dans lesquels se déroulent les différentes batailles des épisodes de la série Mario Kart, à l'exception de Mario Kart 8 pour lequel les batailles se déroulent sur des circuits pouvant être parcourus dans les deux sens.

### Objets
Les objets de la série Mario Kart évoluent au cours des différents épisodes et sont la clé de la victoire. Le joueur peut en obtenir, par tirage aléatoire, en traversant les boîtes à objets disséminées un peu partout sur les circuits.

## Système de jeu

### Généralités
Les épisodes de la série Mario Kart se basent tous sur le même concept : faire la course au travers de différents circuits pour remporter la victoire.
Pour s'aider, le joueur a à sa disposition différents objets pour attaquer ses adversaires dans le but de les ralentir ou pour se protéger.

### Modes de jeu
Grand Prix
Le mode Grand Prix est le mode de jeu principal des différents opus de la série. Le joueur peut y disputer les différentes coupes proposées, composées chacune de quatre circuits (cinq dans Super Mario Kart). Les niveaux de difficulté du jeu sont classés par cylindrée des véhicules. Ainsi, plus la cylindrée est élevée, plus les karts sont rapides et la difficulté accrue :
- 50 cm3
- 100 cm3
- 150 cm3
- Miroir (depuis Mario Kart 64) : c'est un mode 150 cm3 (100 cm3 pour Mario Kart 64) dans lequel les circuits sont inversés, à la manière d'un reflet dans un miroir.
- 200 cm3 (depuis Mario Kart 8)

Contre-la-montre
Dans ce mode, le joueur, qui est seul sur le circuit, a pour but de réaliser le meilleur record de temps sur les circuits du jeu. À partir de Mario Kart 64, il dispose d'un certain nombre de champignons turbo pour l'aider. La cylindrée est obligatoirement de 150 cm3 jusqu'à Mario Kart 8 ; dans Mario Kart 8 Deluxe, le joueur a le choix entre les cylindrées 150 cm3 et 200 cm3. De plus, depuis Mario Kart Wii, le joueur peut consulter les records mondiaux de contre-la-montre par circuit via une connexion Internet.
Course VS
En Course VS, les joueurs prennent part à une ou plusieurs courses de leur choix. Jusqu'à Mario Kart: Double Dash!!, ces courses se jouent obligatoirement sans ordinateurs, mais à partir de Mario Kart DS, le joueur a le choix d'activer ou non ces derniers. Dans Mario Kart: Super Circuit et les jeux suivants, certaines règles sont personnalisables, comme le nombre de tours ou l'apparition des objets et des pièces. Les circuits et les cylindrées disponibles sont les mêmes qu'en mode Grand Prix.
Ce mode est généralement jouable en multijoueur, sauf dans Mario Kart: Super Circuit, Mario Kart DS, Mario Kart Wii, Mario Kart 8 / Mario Kart 8 Deluxe et Mario Kart World où il est également jouable en solo contre l'ordinateur.
Bataille
Mis à part dans Mario Kart 8, ce mode ne prend pas place sur des circuits mais dans des arènes dédiées aux règles variées. Dans certains opus, ces règles peuvent différer.
- Bataille de ballons :

Elle est présente dans tous les jeux de la série. Le but est de protéger ses ballons et de faire éclater ceux des autres à l'aide des différents objets offensifs proposés.
- Explosion Bob-Omb :

Ce mode apparaît dans Mario Kart: Double Dash!! et Mario Kart 8 Deluxe. L'objectif est de lancer le plus de Bob-Ombs possibles sur les adversaires.
- Voleur / Capture de soleil :

Ce mode apparaît dans Mario Kart: Double Dash!! et Mario Kart 8 Deluxe. L'objectif est de conserver l'unique soleil le plus longtemps possible, en esquivant les objets offensifs des adversaires qui le feraient perdre à son porteur.
- Pilotes soleil :

Exclusif à Mario Kart DS, le but est de ramasser et de conserver le plus de soleils possible jusqu'à la fin d'un temps limite. À chaque fois que le temps est écoulé, le joueur ayant le moins de soleils est éliminé. Le dernier en lice est le vainqueur.
- Chasse aux pièces :

Présente dans Mario Kart Wii , Mario Kart 7, Mario Kart 8 Deluxe et Mario Kart World, le but est de collecter le plus de pièces possibles dans la limite de temps impartie.
- Traque sur la piste :

Exclusif à Mario Kart 8 Deluxe, ce mode reprend le principe du traditionnel jeu du chat et de la souris, avec une équipe qui, munie de Plantes Piranha, doit capturer tous les membres de l'autre équipe.

## Accueil

### Critiques
La série Mario Kart a reçu des critiques globalement très positives de la presse spécialisée.
| Jeu                       | Metacritic | GameRankings |
| ------------------------- | ---------- | ------------ |
| Super Mario Kart          | -          | 93,60 %      |
| Mario Kart 64             | 83/100     | 87,01 %      |
| Mario Kart: Super Circuit | 93/100     | 91,54 %      |
| Mario Kart: Double Dash!! | 87/100     | 87,20 %      |
| Mario Kart DS             | 91/100     | 91,43 %      |
| Mario Kart Wii            | 82/100     | 82,07 %      |
| Mario Kart 7              | 85/100     | 85,17 %      |
| Mario Kart 8              | 88/100     | 88,26 %      |
| Mario Kart 8 Deluxe       | 92/100     | 92,39 %      |
| Mario Kart Tour           | 58/100     | -            |
| Mario Kart World          | 86/100     | -            |

### Ventes
| Jeu                           | Ventes (en millions) |
| ----------------------------- | -------------------- |
| Super Mario Kart              | 8,76                 |
| Mario Kart 64                 | 9,87                 |
| Mario Kart: Super Circuit     | 5,91                 |
| Mario Kart: Double Dash!!     | 6,88                 |
| Mario Kart DS                 | 23,60                |
| Mario Kart Wii                | 37,38                |
| Mario Kart 7                  | 18,97                |
| Mario Kart 8                  | 8,46                 |
| Mario Kart 8 Deluxe           | 68,20                |
| Mario Kart Live: Home Circuit | 1,08                 |